# دوروتا اوربانیاک
دوروتا اوربانیاک (انگلیسی: Dorota Urbaniak؛ زادهٔ ۶ مهٔ ۱۹۷۲) قایقران روئینگ اهل کانادا است.